# Mediodactylus amictopholis
Espèce
Synonymes
- Cyrtopodion amictopholis Hoofien, 1967
- Mediodactylus amictophole (Hoofien, 1967)

Statut de conservation UICN

 EN B1ab(iii) : En danger
Mediodactylus amictopholis est une espèce de geckos de la famille des Gekkonidae.

## Répartition
Cette espèce se rencontre en Israël et au Liban.

## Publication originale
- Hoofien, 1967 : Contributions to the herpetofauna of Mount Hermon No. I Cyrtodactylus amictopholis n. sp. (Sauna, Gekkonidae). Israel Journal of Zoology, vol. 16, p. 205-210.